# Ononis subspicata
Ononis subspicata är en ärtväxtart som beskrevs av Mariano Lagasca y Segura. Ononis subspicata ingår i släktet puktörnen, och familjen ärtväxter. Inga underarter finns listade i Catalogue of Life.